# 128608 Chucklove
128608 Chucklove è un asteroide della fascia principale. Scoperto nel 2004, presenta un'orbita caratterizzata da un semiasse maggiore pari a 2,3002819 UA e da un'eccentricità di 0,0987370, inclinata di 2,74429° rispetto all'eclittica.